# Fléchy

Fléchy este o comună în departamentul Oise, Franța. În 1 ianuarie 2022 avea o populație de 87 de locuitori.